# Nausicaa Marbe

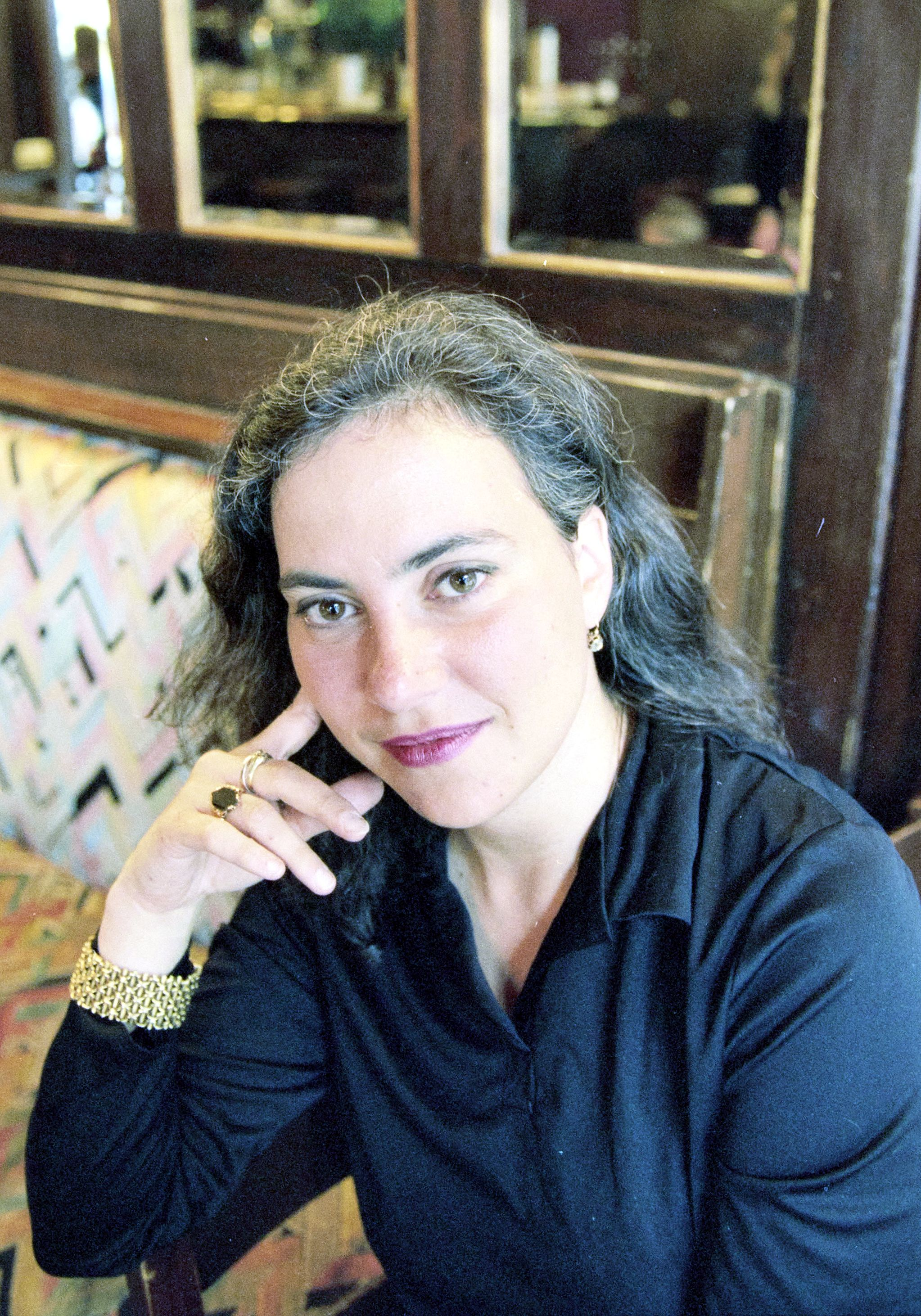
Nausicaa Marbe, 1998

Nausicaa Marbe (* 11. August 1963 in Bukarest) ist eine rumänisch-niederländische Schriftstellerin, Kolumnistin und Journalistin rumänischer Herkunft.

## Leben
Marbe ist die Tochter der Komponistin und Pianistin Myriam Marbe (1931–1997) und ihres zweiten Mannes, des Schriftstellers Aristide Poulopol (1928–1989). Von ihm wurde sie 1982 im Alter von 18 Jahren – 8 Jahre vor der Rumänischen Revolution 1989 – in die Niederlande geschickt.
Marbe studierte ab 1982 an der Freien Universität in Amsterdam. Sie arbeitete als Journalistin in verschiedenen kulturellen Rundfunk- und Fernsehprogrammen der VPRO und schrieb unter anderem für die politische Wochenzeitschrift Vrij Nederland, die überregionale Tageszeitung de Volkskrant, NRC Handelsblad und die überregionale Tageszeitung Trouw mit Sitz in Amsterdam. Sie hatte eine wöchentliche Kolumne bei de Volkskrant bis Juni 2013 und später bei De Telegraaf.
1999 erhielt Marbe das Charlotte Köhler Stipendium. 2014 heiratete Marbe den Redakteur und Literaturkritiker von Vrij Nederland Jeroen Vullings.

## Werke
- 1998: Mândraga (dt. Mandraga. Goldmann, München 2000, ISBN 978-3-442-72523-6)
- 2001: Kader, Lulu, Moses en ik
- 2010: Moldawische kokkin
- 2014: Smeergeld (dt. Schmiergeld. Eichborn, Köln 2016, ISBN 978-3-8479-0613-1)
- 2022: Wachten op het Westen

## Auszeichnungen
- 1999: Charlotte Köhler Stipendium für Mândraga
- 2015: Diamanten Kogel für Smeergeld

## Nachweise, Anmerkungen
1. ↑  vgl. Biografie Myriam (Lucia) Marbe (abgerufen am 5. Februar 2020)
2. ↑  öffentlich-rechtliche Rundfunkgesellschaft in den Niederlanden
3. ↑  niederländische Auszeichnung für Nachwuchsautoren in Höhe von 5000 €

| Personendaten    | Personendaten                                                                                 |
| ---------------- | --------------------------------------------------------------------------------------------- |
| NAME             | Marbe, Nausicaa                                                                               |
| KURZBESCHREIBUNG | rumänisch-niederländische Schriftstellerin, Kolumnistin und Journalistin rumänischer Herkunft |
| GEBURTSDATUM     | 11. August 1963                                                                               |
| GEBURTSORT       | Bukarest                                                                                      |